# 능가산 내소사
능가산 내소사는 변산반도 국립공원에 있는 대한불교조계종 제24교구 선운사의 말사이다. 백제 무왕 34년(633)에 해구두타가 창건하고, 스님들과 신도들이 많은 모여들게 되어 백제 무왕 34년에는 소래사란 절로 이름이 붙었다. 이후 중건중수를 거듭하며 고려시대에 현재 대웅전 마당의 삼층석탑이 건립되었고 조선 태종 12년(1414)에 건립된 봉래루가 경오년(1810년)에 변산에 불이나서 봉래루가 소진되었다.
갑술(1814년)에 일부 남아있던 초석을 수습하여 무인(1818년)에 공사를 시작하여 신사(1821년)에 상량(上樑)하였다. 계미년(1823)에 중건하였다.(중건상량문)
능가산 내소사는 임진왜란으로 불타서 황페한 옛터에 청민선사가 대웅보전과 설선당 그리고 해우소를 건립하였다. 이어 조선말에는 만허선사가 관심당을 건립하였고 1983년에 우암혜산 선사가 주지로 부임한 이후 현재의 내소사로 중창 복원하였다.